# بابکن وارداپتیان
بابکن وارداپتیان (ارمنی: Բաբկեն Սիմոնի Վարդապետյան؛  زادهٔ ۱۲ دسامبر ۱۹۰۶ - درگذشته ۱۹۹۲) زمین‌شناس، دانشمند، استاد اهل ارمنستان بود.

## زندگی‌نامه
وی در ۲۵ دسامبر [سبک قدیمی: ۱۲ دسامبر] ۱۹۰۶ در گاندزاک به دنیا آمد و دانشگاه فنی آذربایجان فارغ‌التحصیل گشت. همچنین برندهٔ جوایزی همچون نشان پرچم سرخ کار شده است. وی در ۱۹۹۲ در سن ۸۶ سالگی در لس آنجلس درگذشت.

## یادداشت
1. ↑  Երկրաբանա-հանքաբանական գիտությունների դոկտոր
2. ↑  Ադրբեջանի տեխնիկական համալսարան